# بارا کاسبا
بارا کاسبا (به لاتین: Bara Kasba) یک روستا در بنگلادش است که در استان باریسال و در ناحیه باریسال واقع شده است.